# ワタセジネズミ
ワタセジネズミ（渡瀬地鼠、学名：Crocidura watasei）は、真無盲腸目トガリネズミ科ジネズミ属に属する哺乳類である。日本固有種であり、奄美群島と沖縄諸島に広く分布している。沖縄方言では、ビーチャーと呼ばれる（ただし、ジャコウネズミも含む）。
なお、和名および種小名watasei は、世界の生物地理区における旧北区と東洋区の境界線である「渡瀬線」を提唱した、渡瀬庄三郎への献名である。1924年（大正13年）当時、「日本哺乳動物學會」会員でもあった黒田長禮によって記載・命名された。

## 分布
日本の奄美群島と沖縄諸島にのみ分布する「中琉球固有種」であり、生息が確認されている島は下記のとおりである。
- 奄美群島 - 奄美大島、加計呂麻島、徳之島、喜界島、沖永良部島、与論島
- 沖縄諸島 - 渡名喜島、沖縄島、浜比嘉島、瀬底島、伊江島、伊平屋島、渡嘉敷島、阿嘉島、宮城島、久米島、硫黄鳥島

## 形態
頭胴長は55-75mm、尾長は37-60mm、体重は3.7-7.3gである。背面は暗灰褐色、腹面は淡灰褐色の体毛を持ち、腹面はまれに黄味を帯びる。尾が長く、頭胴長の約7割ほどの長さになる。尾の根本側半分ほどまでまばらに長毛が生え、残りの先端にかけて鱗状の皮膚が露出する。同所的に生息するジャコウネズミ Suncus murinus に比べ、体が一回り小さく、尾が細長い。

## 生態
平地から丘陵地に生息する。サトウキビ畑や林縁の草地などで採集されることがある。主に昆虫やクモ類などを食べる。繁殖期は周年で、1回あたりに1-4匹の子を産む。移動の際には親子が尾をくわえ一列になる「キャラバン行動」を行う。

## 分類と近縁種
黒田長禮によって独立種として記載されたが、のちにスリランカなどに分布するオナガジネズミC. horsfieldiiの亜種C. h. wataseiとされることもあった。現在は頭骨の形状や染色体数の違いから、独立した種とされている。また、核型やミトコンドリアDNAの系統解析を基にした研究から、他のジネズミ属 Crociduraよりもジャコウネズミに近縁であることがわかっている。
また、奄美群島には同属のオリイジネズミ C. oriiが生息しており、草原性の本種に対し、森林性であると考えられている。

## 保全状態評価
- LEAST CONCERN (IUCN Red List Ver. 3.1 (2001))[1]
- 準絶滅危惧（NT）（環境省レッドリスト）[3]

- 鹿児島県版レッドデータブック - 準絶滅危惧
- 沖縄県版レッドデータブック - 準絶滅危惧

ジャワマングースやニホンイタチ、ノネコなどの移入種により捕食されていることがわかっている。